# Tylana conspersa
Tylana conspersa är en insektsart som beskrevs av Schmidt 1910. Tylana conspersa ingår i släktet Tylana och familjen sköldstritar. Inga underarter finns listade i Catalogue of Life.